# Left in Peace
Pistes de En concert
Borders of Salt
Left in Peace (« Laissé en paix ») est une chanson écrite et composée par Dan Ar Braz en 1995 à la mémoire du défunt flûtiste du groupe irlandais Altan, Frankie Kennedy (en), décède des suites d'un cancer le 19 septembre 1994. Dan Ar Braz a rendu cet hommage en compagnie des membres de L'Héritage des Celtes, dont les chanteuses Karen Matheson du groupe écossais Capercaillie et la galloise Elaine Morgan qui interprètent les paroles.

## Origine

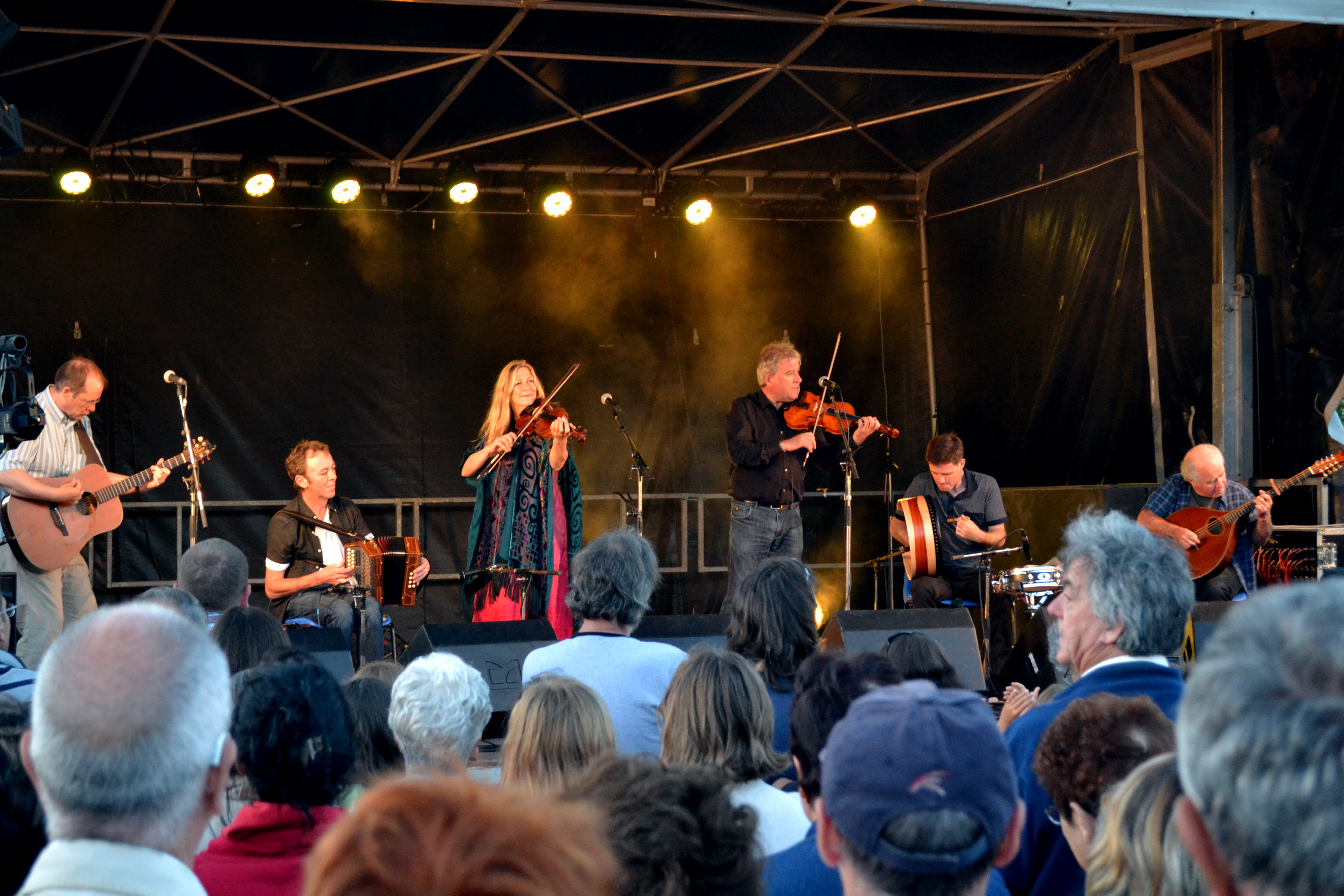
Le groupe Altan en 2013, 30 ans après sa formation, à Plouescat dans le Finistère

Au début des années 1980, le jeune flûtiste Frankie Kennedy rencontre la très jeune violoniste et chanteuse Mairéad Ní Mhaonaigh. Cette rencontre débouchera à la fois sur une histoire d’amour et une fructueuse collaboration musicale. Jouant d’abord en duo, le jeune couple s’associera bientôt avec d’autres musiciens pour former le groupe Altan en 1987. Ils réussissent à se hisser au sommet de la scène irlandaise. Atteint d'un cancer, Frankie Kennedy décède en 1994. Mairéad et les autres décident de continuer le groupe mais sans remplacer Kennedy.

### L'hommage de l'Héritage
Les paroles en anglais se veulent rassurantes face à la peine du départ par la route de sel et la distance qui se creuse : « Laissés et joués les airs et les chansons / Que nous partagerons maintenant en héritage / Laissés les rires, les larmes que nous retenons / Dans un pays sans peurs et sans âge ». Sur scène, Dan Ar Braz présentait cette chanson comme une chanson de mémoire mais aussi une chanson d’espoir. Les musiciens issus des pays celtiques unissent leurs talents pour une musique aux racines communes. L'intensité est progressive : Karen Matheson interprète d’abord le morceau de façon très douce et il est repris petit à petit par toute une série d’instruments au fil des couplets, avant de se terminer en apothéose après le « au revoir et adieu », quand le bagad Kemper le reprend en force avec bombardes, cornemuses et caisses claires. Sur le site de la BBC, Neil Horner considère que cette combinaison entre la voix douce et la puissance du bagad créé un hommage des plus traditionnels et très émouvant, sensible et croissant.

## Enregistrements
- 1995 : En concert - Dan Ar Braz et l'Héritage des Celtes
- 1997 : Finisterres - Dan Ar Braz et l'Héritage des Celtes
- 1998 : Zénith - Dan Ar Braz et l'Héritage des Celtes
- 1999 : Bretagnes à Bercy - Dan Ar Braz et l'Héritage des Celtes (guests Jean-Jacques Goldman et Michael Jones)